# Lokuti
Lokuti är en by i Estland. Den ligger i Saku kommun och i landskapet Harjumaa. Antalet invånare var 80 år 2011.
Lokuti ligger 41 meter över havet och terrängen runt Lokuti är mycket platt. Runt Lokuti är det ganska glesbefolkat, med 42 invånare per kvadratkilometer. Närmaste större samhälle är Tallinn, 17 km norr om Lokuti. Omgivningarna runt Lokuti är en mosaik av jordbruksmark och naturlig växtlighet. Riksväg 15 mellan Tallinn i norr och Rapla i söder går igenom Lokuti. Byns norra gräns utgörs av floden Vääna jõgi.